# Max More

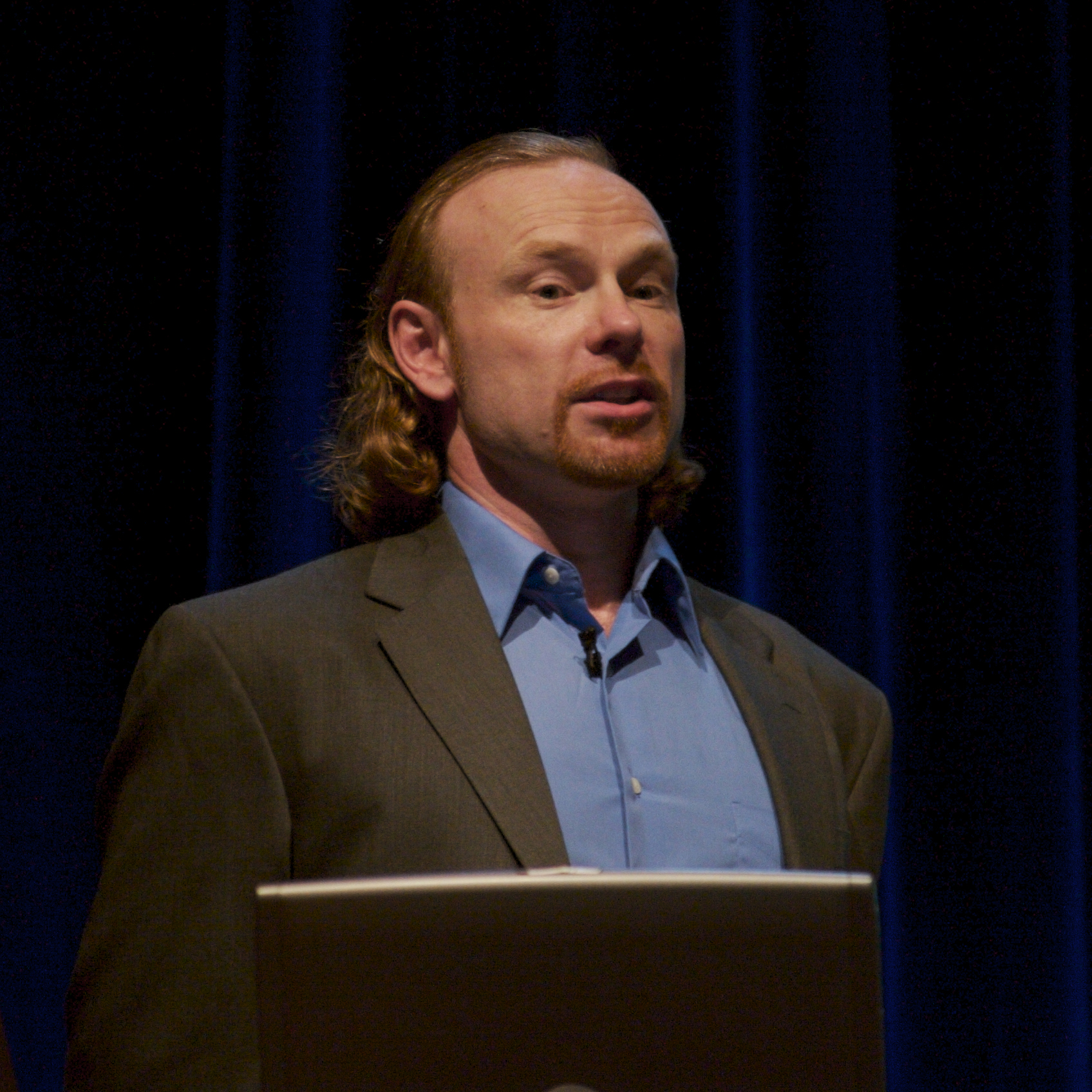
Max More bij een (2006) spreekbeurt op de Stanford University.

Max More (geboren als Max T. O'Connor, Bristol, januari 1964) is een bekende filosoof en transhumanist. Hij is een van de oprichters van het Amerikaanse Extropy Institute. Sinds 2011 is hij directeur van het cryonisme bedrijf Alcor Life Extension Foundation.